# トラビス・ヒューズ
トラビス・ウェイド・ヒューズ（Travis Wade Hughes、1978年5月25日 - ）は、アメリカ合衆国カンザス州出身のプロ野球選手（投手）。

## 来歴

### メジャー時代
1997年のドラフト19巡目でテキサス・レンジャーズから指名され、契約。2004年9月26日にメジャーデビュー。
2005年にワシントン・ナショナルズへ移籍、2006年にボストン・レッドソックスとマイナー契約。2007年はメジャー登板が無かったものの、レッドソックス傘下3Aのポータケット・レッドソックスでは守護神を務め、57試合に登板して7勝6敗24セーブ・防御率1.91という成績を残した。
2007年12月7日、横浜ベイスターズと契約。

### 横浜時代
読売ジャイアンツへ移籍したマーク・クルーンの穴を埋める守護神候補として期待された。2008年3月30日の対阪神タイガース戦（京セラドーム大阪）で来日初登板を果たすと、1回を無失点に抑えて上々の滑り出しを見せる。4月1日の対東京ヤクルトスワローズ戦（横浜スタジアム）で来日初セーブを記録すると、5月6日の対東京ヤクルトスワローズ戦（横浜スタジアム）で来日初勝利を挙げた。しかし、次第に制球難や連打を浴びて失点する場面が多くなり、守護神を寺原隼人に奪われて活躍の場を失い、同年8月11日にウェーバー公示となった。

### メジャー復帰
2009年はヨーク・レボリューション（アトランティックリーグ）に入団したが、同年7月10日付でカルガリー・ヴァイパーズ（ゴールデンベースボールリーグ）にトレード移籍した。2011年にブロックトン・ロックスでプレーしたのを最後に引退。

## プレースタイル
身長196cmの長身から投げ下ろす最速152km/hの速球とチェンジアップを決め球とし、高い奪三振率を誇る。他にスライダーやツーシーム気味に落ちるシュートボールを持つ。

## 詳細情報

### 年度別投手成績
| 年 度    | 球 団    | 登 板 | 先 発 | 完 投 | 完 封 | 無 四 球 | 勝 利 | 敗 戦 | セ 丨 ブ | ホ 丨 ル ド | 勝 率 | 打 者 | 投 球 回 | 被 安 打 | 被 本 塁 打 | 与 四 球 | 敬 遠 | 与 死 球 | 奪 三 振 | 暴 投 | ボ 丨 ク | 失 点 | 自 責 点 | 防 御 率 | W H I P |
| -------- | -------- | ----- | ----- | ----- | ----- | -------- | ----- | ----- | -------- | ----------- | ----- | ----- | -------- | -------- | ----------- | -------- | ----- | -------- | -------- | ----- | -------- | ----- | -------- | -------- | ------- |
| 2004     | TEX      | 2     | 0     | 0     | 0     | 0        | 0     | 0     | 0        | 0           | ----  | 10    | 1.1      | 4        | 0           | 2        | 0     | 0        | 4        | 0     | 0        | 2     | 2        | 13.50    | 4.50    |
| 2005     | WSN      | 14    | 0     | 0     | 0     | 0        | 1     | 1     | 0        | 0           | .500  | 64    | 13.0     | 18       | 4           | 8        | 1     | 1        | 8        | 0     | 0        | 8     | 8        | 5.54     | 2.00    |
| 2006     | WSN      | 8     | 0     | 0     | 0     | 0        | 0     | 0     | 0        | 0           | ----  | 54    | 11.1     | 13       | 2           | 6        | 1     | 3        | 4        | 1     | 0        | 8     | 8        | 6.35     | 1.68    |
| 2008     | 横浜     | 21    | 0     | 0     | 0     | 0        | 1     | 1     | 1        | 2           | .500  | 100   | 22.0     | 23       | 3           | 11       | 1     | 1        | 18       | 0     | 0        | 12    | 12       | 4.91     | 1.55    |
| MLB：3年 | MLB：3年 | 24    | 0     | 0     | 0     | 0        | 1     | 1     | 0        | 0           | .500  | 128   | 25.2     | 35       | 6           | 16       | 2     | 4        | 16       | 1     | 0        | 18    | 18       | 6.31     | 1.99    |
| NPB：1年 | NPB：1年 | 21    | 0     | 0     | 0     | 0        | 1     | 1     | 1        | 2           | .500  | 100   | 22.0     | 23       | 3           | 11       | 1     | 1        | 18       | 0     | 0        | 12    | 12       | 4.91     | 1.55    |

- 2010年度シーズン終了時

### 記録
NPB
- 初登板：2008年3月30日、対阪神タイガース3回戦（京セラドーム大阪）、7回裏に4番手で救援登板、1回無失点
- 初セーブ：2008年4月1日、対東京ヤクルトスワローズ1回戦（横浜スタジアム）、9回表に6番手で救援登板・完了、1回無失点
- 初奪三振：同上、9回表に川端慎吾から空振り三振
- 初勝利：2008年5月6日、対東京ヤクルトスワローズ6回戦（横浜スタジアム）、8回表に2番手で救援登板、1回無失点
- 初ホールド：2008年5月9日、対阪神タイガース7回戦（阪神甲子園球場）、7回裏に2番手で救援登板、1回無失点

### 背番号
- 57（2004年）
- 34（2005年）
- 37（2006年）
- 42（2008年）